# مجزرة عائلة المطوق (21 أكتوبر 2023)
مجزرة عائلة المطوق هي مجزرةٌ ارتكبها سلاح الجوّ الإسرائيلي حينما أغارَ على منزل عائلة المطوق في مدينة جباليا في ساعات الليل ليوم السبت الموافق 21 أكتوبر 2023. هذه المجزرة من ضمن عدة مجازر وقعت خلال عملية طوفان الأقصى. تسبّبت هذه المجزرة الإسرائيليّة والتي استهدفت منزل يضم عدد من المدنيين إلى استشهاد 24 شهيداً من عائلة المطوق.

## خلفية الحدث
في ساعاتِ الصباح الأولى من يوم السابع من أكتوبر 2023 أطلقت حركة المقاومة الإسلامية حماس عبر ذراعها العسكري كتائب الشهيد عز الدين القسام عملية طوفان الأقصى وذلك ردًا على الاعتداءات الإسرائيلية وتدنيس الأقصى والاستمرار في الاستيطان كما أكّد على ذلك محمد الضيف القائد العام للقسّام والذي أعطى إشارة انطلاق العمليّة التي شهدت اقتحامًا من المقاومين لمستوطنات غلاف غزة ونجحوا في قتلِ عدد كبيرٍ من الجنود الإسرائيلين وأسر عشرات آخرين كما استطاعوا خلال ساعات قطع عشرات الكيلومترات ووصلوا لمستوطنات أبعد من تلك المحيطة والقريبة من قطاع غزة.
استمرَّت الاشتباكات بين الجيش الإسرائيلي وبين المقاومين في عديد من المستوطنات وعلى رأسها مستوطنة سديروت. الرد الإسرائيلي على هذه العمليّة جاء من خلال شنّ سلاح الجو الإسرائيلي عشرات الغارات العشوائيّة على القطاع متسبّبة في مقتل عشرات المدنيين وتدمير البنية التحتية لمدن القطاع، ليصل حد فرض إغلاق شامل وقطع متعمد لكل الخدمات من ماء وكهرباء وغاز وهو ما هدَّد حياة أكثر من مليونَي فلسطيني يعيشُ داخل القطاع الذي يُعاني أصلًا من تبعات الحصار الخانق عليهم منذ ستة عشر عاماً.

## الضحايا
1. إبراهيم ماهر المطوق
2. مريم عبدالرحمن المطوق
3. حمزة عبدالرحمن المطوق
4. اسماعيل محمد صبري المطوق
5. صبري محمد صبري المطوق
6. أحمد محمد المطوق
7. يوسف سعيد المطوق
8. إيناس خباب المطوق
9. كفى ماهر المطوق
10. زكريا خباب المطوق
11. تسنيم سعيد المطوق
12. اعتدال علي المطوق
13. أفنان محمد المطوق (نصر)
14. رنين عبدالرحمن المطوق
15. روان سعيد المطوق
16. أميرة محمد المطوق
17. نعيمة العبد المطوق
18. عبد المعطي يوسف المطوق
19. سيلين اسماعيل المطوق
20. معتصم سعيد المطوق
21. يوسف سعيد المطوق
22. هبة ماهر المطوق
23. خضرة ماهر المطوق
24. خلود المطوق